# Николаев, Степан Герасимович
Степан Герасимович Николаев — советский хозяйственный, государственный и политический деятель.

## Биография
Родился в 1902 году в селе Землянки. Член ВКП(б) с 1927 года.
С 1924 года — на хозяйственной, общественной и политической работе. В 1924—1963 гг. — в РККА, в районном комитете ВКП(б), Политическом отделе машинно-тракторной станции Куйбышевской области, в Якутском областном комитете ВКП(б), заместитель заведующего Отделом Мордовского областного комитета ВКП(б), 1-й секретарь Дубенского районного комитета ВКП(б), 1-й секретарь Ковылкинского районного комитета КПСС, председатель Президиума Верховного Совета Мордовской АССР.
Избирался депутатом Верховного Совета РСФСР 4-го и 5-го созывов.
Умер в 1963 году в Саранске.